# پاسخ رایج شگفت‌آور
پاسخ رایجِ شگفت‌آور (Surprisingly Popular Answer) یک تکنیک در خرد جمعی است که دانش اقلیت متخصص را از میان نظر جمعیت عمومی استخراج می‌کند. از یک گروه از افراد در مورد یک پرسش مشخص، دو سؤال پرسیده می‌شود: "به نظر شما پاسخ درست چیست؟" و "فکر می‌کنید پاسخ عمومی چه خواهد بود؟" پاسخی که میانگین تفاوت بین پاسخ «درست» و پاسخ «رایج» را به حداکثر می‌رساند، پاسخ «رایج شگفت‌آور» است. اصطلاح «رایجِ شگفت‌آور» اولین بار در مقالهٔ سال ۲۰۱۷ ژورنال معتبر نیچر با عنوان «راه‌حلی برای مشکل خرد جمعی تک‌سوالی» مطرح گردید.

## مثال‌ها

### مثال اول
پرسش فرضی این است: آیا فیلادلفیا پایتخت پنسیلوانیا است؟
از یک گروه از افراد دو پرسش در این رابطه پرسیده شد و تعداد پاسخ‌ها عبارتند از:
۱- آیا فیلادلفیا پایتخت پنسیلوانیا است؟
- بله/ درست: ۶۵٪
- خیر/ غلط: ۳۵٪

۲- فکر می‌کنید اکثر مردم به این پرسش چه پاسخی خواهند داد؟
- بله: ۷۵٪
- خیر: ۲۵٪

تفاوت بین پاسخ‌های دو پرسش عبارتند از:
بله: ۶۵٪ - ۷۵٪ = -۱۰٪ (منفی ۱۰)
خیر: ۳۵٪ - ۲۵٪ = ۱۰٪ (مثبت ۱۰)
بنابراین، پاسخ «خیر» به‌طور شگفت‌انگیزی محبوب است (مثبت ۱۰٪ > منفی ۱۰٪). به دلیل حاشیه نسبتاً بالای ۱۰ درصد، می‌توان اطمینان زیادی داشت که پاسخ صحیح «خیر» است. (پایتخت در واقع فیلادلفیا نیست، بلکه هریسبورگ است و پاسخ صحیح پرسش «خیر» بوده‌است)
پاسخ‌ها به تفکیک زیر است:
- A - «فیلادلفیا پایتخت است و دیگران نیز موافق خواهند بود.» (پاسخ این گروه بله/بله است)
- B - «فیلادلفیا پایتخت است، اما بسیاری از افراد این را نمی‌دانند.» (پاسخ این گروه بله/خیر است)
- C - «فیلادلفیا پایتخت نیست و دیگران نیز با آن موافق خواهند بود.» (پاسخ این گروه خیر/خیر است)
- D - «فیلادلفیا پایتخت نیست، اما بسیاری از افراد این را نمی‌دانند.» (پاسخ این گروه خیر/بله)

این تکنیک باعث می‌شود که گروه‌های A و C از بررسی حذف شوند و تفاوت میان گروه‌های B و D بررسی شود.
هر دو گروه B و D فکر می‌کنند چیزی را می‌دانند که دیگران نمی‌دانند، اما B اشتباه و D درست است. در مواردی که افراد خیال می‌کردند آگاهی و دانش درونی دارند (یا: باطناً پاسخ را می‌دانستند)، دلیلش در بیشتر مواقع آن بود که [واقعا] باسواد و مُحق بودند (گروه D) نه اینکه دچار اشتباه و خطا بودند (گروه B).

### مثال دوم
در یک مراسم عروسی، برای تعیین رنگ لباس عروس، از جمعیت پرسیده شود که فکر می‌کنید رنگ لباس عروس چیست؟ و سپس از همان افراد بپرسید که فکر می‌کنید بیشترین پاسخ محبوب چیست؟ اگر جوابی که بیشترین فاصله را با پاسخ درست دارد، رنگ لباس عروس را تعیین می‌کند، به عنوان «جواب شگفت‌انگیز» در نظر گرفته می‌شود. به‌طور مثال، اگر جواب «صورتی» بیشترین فاصله را با پاسخ محبوب دارد، آنگاه «رنگ صورتی» به عنوان رنگ لباس عروس انتخاب می‌شود.

### مثال سوم
یک مثال دیگر برای این روش، ممکن است برای تعیین یک جمله تبلیغاتی باشد. فرض کنید یک شرکت برای تبلیغ محصول خود از جمعیتی در یک فضای مجازی کمک می‌خواهد و از آنها می‌پرسد که فکر می‌کنید چه جمله‌ای برای تبلیغ این محصول جذاب است؟ و سپس از همان افراد می‌پرسد که فکر می‌کنید چه جمله‌ای بیشترین تعداد رای مثبت را دریافت خواهد کرد؟ اگر جوابی که بیشترین فاصله را با پاسخ درست دارد، جمله‌ای باشد که تعداد زیادی به آن رای مثبت داده‌اند، به عنوان «جواب شگفت‌انگیز» در نظر گرفته می‌شود و شرکت می‌تواند از آن جمله در تبلیغات خود استفاده کند.